# Юліан Токарський
Юліан Токарський (пол. Julian Tokarski; 29 березня 1883, м. Станиславів — 17 жовтня 1961, м. Краків) — польський науковець, геолог, петрограф та ґрунтознавець, доктор філософії, професор мінералогії та петрографії, член Польської академії знань та Польської академії наук. Ректор Львівської політехніки (1927—1928).

## Життєпис
Народився 29 березня 1883 року у Станиславові (нині — Івано-Франківськ, Україна).
Спочатку навчався у Бродівській гімназії, потім у Стрийській гімназії, де 1901 року склав іспит на атестат зрілості. Того ж року він вступив на філософський факультет Львівського університету, збираючись вивчати історію, але зрештою обрав геологію. У 1905 році захистив дисертацію на тему: «Про діаманти Мармарису» та отримав ступінь доктора філософії. 1914 року набув другого (вищого) наукового ступеня — габілітованого доктора, а за п'ять років потому, у 1919 році став професором Львівського університету, а ще за рік, у 1920 році — професором Львівської політехніки. У 1923/1924, 1924/1925 та 1925/1926 навчальних роках обіймав посаду продекана хімічного факультету Львівської політехніки.
У 1931—1934 роках керівник дослідної керамічної станції у Львівській політехніці. 1934 року перейшов до Львівського університету, де виконував обов'язки керівника кафедри мінералогії та до 1939 року завідував мінералогічним музеєм. У 1936/1937 навчальному році обіймав посаду декана факультету математики та природничих наук Львівського університету Яна Казимира, а також керував кристалографічним та мінералогічно-петрографічним закладами (інститутами) цього ж вишу. Був членом-кореспондентом (1938) та дійсним членом (1945) Польської академії знань, а також титулярним членом (1952) та дійсним членом (1957) Польської академії наук.
Під час радянської окупації Львова продовжував наукову діяльність. У серпні 1940 року був гостем Всесоюзного наукового комітету СРСР у Москві. По закінченню Другої світової війни він був професором спочатку Ягеллонського університету, а потім Вищої школи сільського господарства і паралельно Гірничо-металургійної академії імені Станіслава Сташиця.
В основному проводив дослідження фосфатів, лесів та кристалічних порід у Татрах та на Волині.
У 1927—1932, 1939 та 1945—1946 роках був президентом Польського товариства дослідників природи імені Миколая Коперника. За всю свою діяльність нагороджений Командорським Хрестом Ордену Відродження Польщі та медаллю «10-ліття Польської Народної Республіки».
Помер 17 жовтня 1961 року. Похований на Раковицькому цвинтарі у Кракові, на Алеї Заслуг (поле LXVII, ряд 1, поховання 11).

## Праці
- «Parageneza soli kamiennej, gipsu i syngenitu» (1913);
- «Zagadnienia fosforytów niezwiskich» (1931);
- «Zagadnienie Prakarpat» (1935);
- «Nowoczesne metody badań minerałów glebowych» (1958).

## Вшанування
На території студентського містечка Гірничо-металургійної академії імені Станіслава Сташиця у Кракові прокладено вулицю, названу на честь Юліана Токарського.